# 笠井鎮夫
笠井 鎮夫（かさい しずお、1895年12月27日 - 1989年5月21日）は、日本の文学研究者、スペイン語学・文学者、翻訳家。東京外国語大学名誉教授。日本の怪異譚にも関心をもち、僖真 学人を名乗った。

## 来歴
岡山県岡山市出身。1919年東京外国語学校西語学科卒業。同年4月同校助教授。1929年同校教授。1949年東京外国語大学教授、同年7月から1951年まで同大学附属図書館長を兼任。1959年定年退官、名誉教授、南山大学教授、1972年退職。

## 栄典・受賞
1965年6月、スペイン政府からイサベル・ラ・カトリカ勲章を受章。
1979年11月、勲三等瑞宝章を受章。

## 著書

### スペイン語 / タガログ語関係
- 『西班牙語四週間』（大学書林） 1933
- 『西班牙語文法要覧』（大学書林） 1936
- 『現代西班牙語讀本』（編、大学書林） 1937.5
- 『西班牙語入門』（三省堂、語學入門叢書） 1940.5
- 『比律賓会話要訣 日本語 - 西班牙語 - タガログ語』（外語学院出版部、大東亜共栄圏会話叢書） 1942
- 『タガログ語語彙』（三省堂） 1944
- 『西班牙語四週間』（大学書林） 1949
- 『実用西班牙語会話』（大学書林） 1949
- 『笠井スペイン語講座』全2巻（白水社） 1954 - 1955
- 『基礎スペイン語』（大学書林） 1955
- 『日西会話練習帖』（編、大学書林） 1955
- 『実用スペイン語会話』（大学書林） 1960
- 『スペイン紀行 この国に美と真実をさぐる』 （東都書房） 1960.5
- 『スペイン語初学記 語学教師の人生記録』（昭森社） 1962
- 『スペイン語手紙の書き方』（大学書林） 1968.3
- 『分類スペイン語単語集』（大岩勉共編、大学書林） 1969
- 『談話体上級スペイン語研修』（大学書林） 1978.11
- 『現代実用スペイン語』（細川幸夫共編著、朝日出版社） 1981.3
- 『スペイン語の入門』（朝日出版社） 1981.4
- 『スペイン語上達本 中級用』（大学書林） 1981.11
- 『社交スペイン語 - 手紙と演説』（大学書林） 1988.3

### 怪異譚
- 『近代日本霊異実録』（昭森社） 1966
- 『日本神異見聞伝』（山雅房） 1974
- 『僖真学人神霊談義』（山雅房） 1982.12

## 翻訳
- 『バスク牧歌調』（ピオ・バローハ、新潮社、海外文学新選） 1924
- 『世界短篇小説大系 古代篇 ルカノール伯爵』（ドン・フワン・マヌエル、近代社） 1925
- 『世界短篇小説大系 南欧及北欧篇』（近代社） 1926

「突発する恋・死の鏡」 (ウナムーノ)
「放浪の子エリサビテ」 / 「往診の夜」 / 「秘密結社「ロス・チヤペラウンデイス・デル・ビダソア」結党余聞」 / 「鐘の奇蹟」 (バローハ)
「幼き日の思ひ出の一つ」 (バルデス)
「いのちの泉」 (バサーン)
「黒猫」 (バリエインクラン)
- 『ピグマリオンの親方』（グラウ、第一書房、近代劇全集36） 1930
- 『西班牙人形綺想曲』（ハシント・グラウ、弘文堂書房、世界文庫） 1940
- 『西班牙奇譚現代傑作選集』（三學書房） 1940

「マドリー陋巷圖繪」（バローハ）
「渾身是れ男性」（ウナムーノ)
「怪談「女と黒猫」」（バーリュ・インクラーン）
「白雲悠々」（アソリーン）
「落日の賦」（ブラスコ・イパーニュス）
- 『海上を飛んだ胡蝶』（ハシント・ベナベンテ、今日の問題社、ノーベル賞文学叢書14） 1941